# Ас із асів
«Ас із асів» (фр. L'As des as) — французький комедійний художній фільм 1982 року, знятий режисером Жераром Урі, з Жаном-Полем Бельмондо у головній ролі. «Ас із асів» зібрав у Франції 5.4 мільйони глядачів, ставши 2-м найкасовішим фільмом 1982 року.

## Сюжет
1936 рік. Німеччина. Наближаються Олімпійські ігри. Вони проходять у Німеччині. Із Франції на Олімпійські ігри їде тренер команди боксерів Джо (Жан-Поль Бельмондо). У поїзді просить у нього автограф. На вокзалі хлопчика мали зустріти його родичі. Але вони не приїхали через проблеми з владою. Чуйне серце Джо не може кинути бідолаху. Він вирішує допомогти йому, а заодно і завоювати серце красивої дівчини, яку випадково облив водою на боксерському матчі. Джо розміщує усю сім'ю хлопчика в готелі, в якому живе французька олімпійська збірна. Вночі він дізнається, що дівчина, чиєї прихильності він домагався, написала про нього компрометуючу статтю. На ранок Джо зустрічає свого старого друга Гюнтера — офіцера німецької армії. Джо просить у нього машину, на якій він відправляє єврейську сім'ю до Австрії. Але їх затримує поліція. Джо знову намагається допомогти родині вибратися й помилково приводить їх у будинок Гітлера, де їх сприймають за музикантів. Пізніше Джо підкладає записку сестрі Гітлера, в якій написано, що його друг — Гюнтер у неї закоханий. Вони від'їжджають з вілли Гітлера. Джо разом з родиною хлопчика їдуть до Австрії. По дорозі в перегонах вони зіштовхують машину, в якій їде Гітлер, в болото.

## У ролях
- Жан-Поль Бельмондо — Джо Кавальє, льотчик-ас, тренер з боксу
- Марі-Франс Пізьє — Габріель Делькур, французька журналістка
- Рашид Ферраш — Сімон Розенблюм, єврейський хлопчик
- Гюнтер Мейснер — Адольф Гітлер / його сестра Ангела
- Ів Піньйо — Люсьєн
- Стефан Феррара — Мішло
- Жан-Роже Міло — Еміль
- П'єр Земмлер — епізод
- Франк Хоффман — Гюнтер фон Бокман
- Мартін Умбах — Лазар Розенблюм
- Ганс Віпрехтігер — епізод
- Бенно Штерценбах — гестапівець
- Соня Тухманн — Сара Розенблюм
- Флоран Паньї — боксер
- Крістоф Ліндерт — Хаммель
- Губерт Мюнстер — епізод
- Міхаель Гар — Брюкнер
- Клаус Фукс — Дітер
- Моріс Озель — епізод
- Петер Бонке — епізод
- Давид Габісон — епізод
- Тамара Кафка — епізод
- Марк Ламоль — епізод
- Герд Роман Фрош — епізод
- Жаклін Ноель — епізод

## Знімальна група
- Режисер — Жерар Урі
- Сценаристи — Жерар Урі, Даніель Томпсон
- Оператор — Ксавер Шварценбергер
- Композитор — Владимир Косма
- Художник — Рольф Цехетбауер
- Продюсери — Ален Пуаре, Томас Шюхлі, Хорст Вендландт